# فهرست نقش‌آفرینی‌های روپرت گرینت
روپرت گرینت بازیگر اهل بریتانیا است که نقش‌آفرینی‌های زیادی در سینماُ تلویزیون و بر روی صحنه تئاتر داشته است. شهرت او بیشتر به خاطر نقش‌آفرینی در نقش رون ویزلی در مجموعه فیلم‌های هری‌پاتر در بین سال‌های ۲۰۰۱ تا ۲۰۱۱ شناخته می‌شود.

## نقش‌آفرینی‌شناسی
| فیلم‌هایی که هنوز اکران نشده‌اند | به پروژه‌هایی اشاره می‌کند که هنوز منتشر نشده‌اند |

### فیلم
| سال  | عنوان                              | نقش               | کارگردان                 |
| ---- | ---------------------------------- | ----------------- | ------------------------ |
| ۲۰۰۱ | هری پاتر و سنگ جادو                | رون ویزلی         | کریس کلمبوس              |
| ۲۰۰۲ | رعد و برق                          | آلن. اِی. آلن      | پیتر هویت                |
| ۲۰۰۲ | هری پاتر و تالار اسرار             | رون ویزلی         | کریس کلمبوس              |
| ۲۰۰۴ | هری پاتر و زندانی آزکابان          | رون ویزلی         | آلفونسو کوارون           |
| ۲۰۰۵ | هری پاتر و جام آتش                 | رون ویزلی         | مایک نیوول               |
| ۲۰۰۶ | درس‌های رانندگی                     | بن مارشال         | جرمی براک                |
| ۲۰۰۷ | هری پاتر و محفل ققنوس              | رون ویزلی         | دیوید ییتس               |
| ۲۰۱۰ | بمب گیلاس                          | مالاکی مک‌کینی     | لیزا باروس دسا گلن لی‌برن |
| ۲۰۱۰ | هدف وحشی                           | تونی              | جاناتان لین              |
| ۲۰۱۰ | هری پاتر و یادگاران مرگ - قسمت اول | رون ویزلی         | دیوید ییتس               |
| ۲۰۱۱ | هری پاتر و یادگاران مرگ _ قسمت دوم | رون ویزلی         | دیوید ییتس               |
| ۲۰۱۲ | درون سپیدی                         | توپچی رابرت اسمیت | پیتر نائس                |
| ۲۰۱۳ | چارلی کانتریمن                     | کارل              | فردریک باند              |
| ۲۰۱۳ | سی‌بی‌جی‌بی                           | چیتا کروم         | رندال میلر               |
| ۲۰۱۴ | پت پستچی: فیلم                     | جاش (صداپیشه)     | مایک دیسا                |
| ۲۰۱۴ | فوتبال‌دستی                         | آمادئو (صداپیشه)  | خوان خوزه کامپانلا       |
| ۲۰۱۵ | رهروان ماه                         | جانی              | آنتوان باردو-ژاکت        |
| ۲۰۲۳ | در کابین را بزن                    | ردموند            | ام. نایت شامالان         |

### تلویزیون
| سال       | عنوان                                       | نقش               | یادداشت‌ها                                   |
| --------- | ------------------------------------------- | ----------------- | ------------------------------------------- |
| ۲۰۰۵      | تولدت مبارک پیتر پن                         | پیتر پن (صداپیشه) | فیلم مستند ویژه برنامه                      |
| ۲۰۱۱      | بیا با من پرواز کن                          | خودش              | فصل ۱، قسمت ۳                               |
| ۲۰۱۲      | بابای آمریکایی!                             | لیام (صداپیشه)    | قسمت: «تفریحات قاتل»                        |
| ۲۰۱۳      | سوپر کلاید                                  | کلاید             | قسمت آزمایشی                                |
| ۲۰۱۶      | نمایش تریسی آلمن                            | خودش              | فصل ۱، قسمت ۱                               |
| ۲۰۱۷      | افسانه‌های واهی                              | آگوست کوبیزک      | قسمت: «آدولف هنرمند»                        |
| ۲۰۱۷–۲۰۱۸ | قاپ‌زنی                                      | چارلی کاوندیش     | نقش اصلی، همچنین به عنوان مدیر اجرایی تولید |
| ۲۰۱۷–۲۰۱۸ | نسخه بیمار                                  | دنیل گلس          | نقش اصلی                                    |
| ۲۰۱۸      | قتل‌های ای.بی.سی.                            | بازرس کروم        | مجموعه تلویزیونی کوتاه                      |
| ۲۰۱۹–۲۰۲۳ | خدمتکار                                     | جولین پیرس        | نقش اصلی                                    |
| ۲۰۲۲      | بیستمین سالگرد هری پاتر: بازگشت به هاگوارتز | خودش              | ویژه برنامه دیدار مجدد                      |
| ۲۰۲۲      | قفسه عجایب                                  | والتر گیلمان      | قسمت «رویاهای درون خانه ساحره»              |

### بازی‌های ویدیویی
| سال  | عنوان                              | نقش                 |
| ---- | ---------------------------------- | ------------------- |
| ۲۰۰۷ | هری پاتر و محفل ققنوس              | رون ویزلی (صداپیشه) |
| ۲۰۰۹ | هری پاتر و شاهزاده دورگه           | رون ویزلی (صداپیشه) |
| ۲۰۱۰ | هری پاتر و یادگاران مرگ - قسمت اول | رون ویزلی (صداپیشه) |
| ۲۰۱۱ | هری پاتر و یادگاران مرگ - قسمت دوم | رون ویزلی (صداپیشه) |

### تئاتر
| سال  | عنوان                | نقش         | یادداشت                                  |
| ---- | -------------------- | ----------- | ---------------------------------------- |
| ۲۰۱۳ | موجو                 | سوئیتس      | تولید صحنه در تئاتر هارولد پینتر، لندن   |
| ۲۰۱۴ | این فقط یک نمایش است | فرانک فینگر | تولید صحنه در تئاتر جرالد شونفلد، برادوی |

### موسیقی
| سال  | عنوان              | نوع         | یادداشت                                      |
| ---- | ------------------ | ----------- | -------------------------------------------- |
| ۲۰۱۱ | خانه لگویی         | موزیک ویدیو | آهنگی از خواننده و ترانه‌سرای انگلیسی اد شیرن |
| ۲۰۱۲ | بر فراز رنگین کمان | موسیقی      | موسیقی متن درون سپیدی                        |
| ۲۰۱۴ | «اصابت رعد و برق»  | موسیقی      | موسیقی متن پت پستچی                          |
| ۲۰۲۱ | «آسمان گریه می‌کند» | موزیک ویدیو | آهنگی از سالکا                               |

### نقش‌های دیگر
| سال  | عنوان                    | نقش                | یادداشت‌ها                    |
| ---- | ------------------------ | ------------------ | ---------------------------- |
| ۲۰۰۳ | شلوار بگی                | مولزورث (صداپیشه)  | مجموعه، رادیو بی‌بی‌سی ۴       |
| ۲۰۰۶ | کیف‌دستی ملکه             | رون ویزلی          | کلیپ از قبل ضبط شده          |
| ۲۰۱۱ | اسمیتی                   | خودش               | روز بینی قرمز ۲۰۱۱ طرح اولیه |
| ۲۰۱۲ | تعطیلات در خانه عالی است | خودش               | تبلیغ تلویزیونی              |
| ۲۰۱۲ | ما فرازمینی هستیم        | راوی (صداپیشه)     | نمایش مرکز ملی فضایی         |
| ۲۰۱۵ | تام گیتس                 | تام گیتس (صداپیشه) | سری کتاب‌های صوتی             |
| ۲۰۱۵ | دشمنان انسان             | راس                | تیزر کانسپ فیلم              |